# Copa Super 8 de Basquete
A Copa Super 8 de Basquete, ou simplesmente Copa Super 8, é um torneio masculino de basquete brasileiro, organizado pela Liga Nacional de Basquete. A competição foi criada oficialmente em novembro de 2018, sendo disputada no período de hiato entre o primeiro e o segundo turno do Novo Basquete Brasil.

## Regulamento
Após o término do primeiro turno do NBB, é feito o cruzamento olímpico entre as oito melhores equipes: 1º x 8º, 2º x 7º, 3º x 6º e 4º x 5º. Ao todo, sete partidas eliminatórias serão realizadas (quatro de quartas de final, duas semifinais e uma final). O campeão garante uma vaga para a Champions League Américas da temporada seguinte. As partidas são sediadas na casa das equipes de melhor campanha.

## Participantes da edição atual
| Equipe                      | Cidade         | Estado |
| --------------------------- | -------------- | ------ |
| Bauru                       | Bauru          | SP     |
| Flamengo                    | Rio de Janeiro | RJ     |
| Fortaleza/Basquete Cearense | Fortaleza      | CE     |
| Franca                      | Franca         | SP     |
| Minas                       | Belo Horizonte | MG     |
| Paulistano                  | São Paulo      | SP     |
| Unifacisa                   | Campina Grande | PB     |
| Vasco da Gama               | Rio de Janeiro | RJ     |

## Títulos

### Por equipe
| Clube             | Títulos                           | Vices                 | 3º lugar              | 4º lugar    |
| ----------------- | --------------------------------- | --------------------- | --------------------- | ----------- |
| Flamengo          | 4 (2018, 2020–21, 2023–24 e 2025) | 2 (2019–20 e 2022–23) | 1 (2021–22)           | 0           |
| Franca            | 2 (2019–20 e 2022–23)             | 1 (2018)              | 1 (2025)              | 0           |
| Minas             | 1 (2021–22)                       | 1 (2025)              | 2 (2020–21 e 2023–24) | 1 (2019–20) |
| São Paulo         | 0                                 | 2 (2020–21 e 2021–22) | 1 (2022–23)           | 0           |
| Unifacisa         | 0                                 | 1 (2023–24)           | 0                     | 0           |
| Paulistano        | 0                                 | 0                     | 1 (2018)              | 1 (2023–24) |
| Pinheiros         | 0                                 | 0                     | 1 (2019–20)           | 0           |
| Botafogo          | 0                                 | 0                     | 0                     | 1 (2018)    |
| Bauru             | 0                                 | 0                     | 0                     | 1 (2020–21) |
| Caxias do Sul     | 0                                 | 0                     | 0                     | 1 (2021–22) |
| Corinthians       | 0                                 | 0                     | 0                     | 1 (2022–23) |
| Brasília Basquete | 0                                 | 0                     | 0                     | 1 (2025)    |

### Por federação
| Estado            | Títulos | Vices | 3º lugar | 4º lugar |
| ----------------- | ------- | ----- | -------- | -------- |
| Rio de Janeiro    | 4       | 2     | 1        | 1        |
| São Paulo         | 2       | 3     | 4        | 3        |
| Minas Gerais      | 1       | 1     | 2        | 1        |
| Paraíba           | 0       | 1     | 0        | 0        |
| Rio Grande do Sul | 0       | 0     | 0        | 1        |
| Distrito Federal  | 0       | 0     | 0        | 1        |